# توزیع زد فیشر

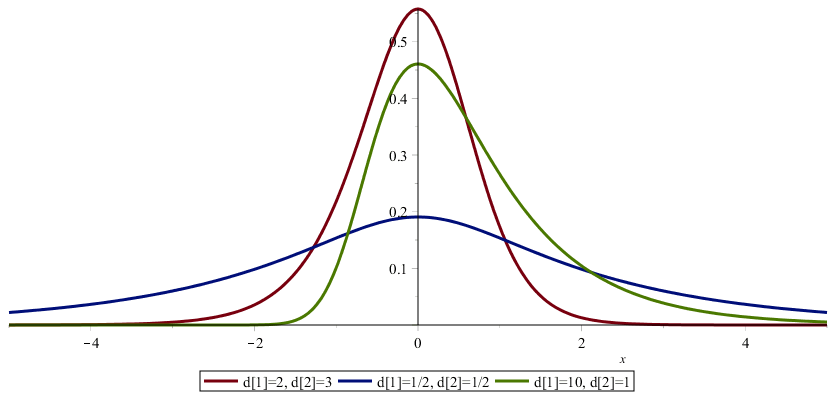
توزیع زِد فیشر

توزیع زِد فیشر یک توزیع در نظریه احتمال و آمار است. این توزیع برابر نصف لگاریتم توزیع اف است.
{\displaystyle z={\frac {1}{2}}\log F}